# Rhodèsia del sud
Rhodèsia del Sud és el nom d'un protectorat i després colònia britànica que va existir entre 1895 i 1923. Entre 1888 i 1895 es va dir Zambèsia, però el 3 de maig de 1895 va canviar de nom a Protectorat de Rhodèsia (format per la Rhodèsia del Nord i Rhodèsia del Sud), estant sota administració de la Companyia Britànica de l'Àfrica del Sud.
El 24 de gener de 1901 es van constituir els protectorat de Rhodèsia del Sud (que incloïa Maxonalàndia i Matabelàndia), sempre administrat per la Companyia Britànica de l'Àfrica del Sud fins al 1923 quan el protectorat va esdevenir la colònia de Rhodèsia del Sud. Per la seva història vegeu: Protectorat de Rhodèsia i Protectorat de Rhodèsia del Nord.